# Giro del Ticino
Der Giro del Ticino (auch Tour du Tessin) war ein Strassenradsportwettbewerb in der Schweiz. Er wurde als Eintagesrennen und später als Etappenrennen rund um Lugano im Kanton Tessin ausgetragen.

## Geschichte
Das Rennen wurde 1949 zum ersten Mal veranstaltet und von Charles Guyot gewonnen. Von 1949 bis 1968 gab es 20 Ausgaben. Das Rennen führte über 194 bis 231 Kilometer. Nach 1968 fand das Rennen längere Zeit nicht statt und wurde danach noch in einigen Jahren als Etappenrennen ausgefahren. 1998 fand es zum letzten Mal statt.

## Sieger
| Jahr | Sieger              | Zweiter              | Dritter             |
| ---- | ------------------- | -------------------- | ------------------- |
| 1949 | Charles Guyot       | Gottfried Weilenmann | Enzo Nannini        |
| 1950 | Ferdi Kübler        | Umberto Drei         | Angelo Fumagalli    |
| 1951 | Ferdi Kübler        | Ettore Milano        | Vincenzo Rossello   |
| 1952 | Ferdi Kübler        | Giancarlo Astrua     | Arrigo Padovan      |
| 1953 | Donato Zampini      | Bruno Monti          | Marcel Huber        |
| 1954 | Ferdi Kübler        | Eugen Kamber         | Nello Sforacchi     |
| 1955 | Hugo Koblet         | Arrigo Padovan       | Roberto Falaschi    |
| 1956 | Valerio Chiarlone   | Gino Guerrini        | Giuseppe Cainero    |
| 1957 | Alfredo Sabbadin    | Germano Barale       | Jan Adriaenssens    |
| 1958 | Jan Adriaenssens    | Aldo Moser           | Fernando Brandolini |
| 1959 | Angelo Conterno     | Alfredo Sabbadin     | Giuliano Natucci    |
| 1960 | Guglielmo Garello   | Wilfried Thaler      | Giovanni Pettinati  |
| 1961 | Emile Daems         | Angelo Conterno      | Alfred Rüegg        |
| 1962 | Emile Daems         | Jos Hoevenaers       | Jos Van Bael        |
| 1963 | Guido De Rosso      | Italo Zilioli        | Emile Daems         |
| 1964 | Franco Cribiori     | Giovanni Bettinelli  | Roberto Poggiali    |
| 1965 | Italo Zilioli       | Giuseppe Fezzardi    | Luciano Galbo       |
| 1966 | Giuseppe Fezzardi   | Hennes Junkermann    | Willy Spuhler       |
| 1967 | Adriano Passuello   | Franco Bitossi       | Dino Zandegù        |
| 1968 | Alberto Della Torre | Mario Anni           | Claudio Michelotto  |
| 1987 | Claudio Vincenz     | Scott Sunderland     | Thedy Rinderknecht  |
| 1988 | Ottavio Soffredini  | Pascal Ducrot        | Urs Graf            |
| 1989 | Jan Koba            | Scott Sunderland     | Laurent Dufaux      |
| 1996 | Roberto Sgambelluri | Luca Mazzanti        | Salvatore Comesso   |
| 1997 | Massimo Codol       | Oscar Cavagnis       | Fabio Balzi         |
| 1998 | Jürgen Werner       | Marcel Strauss       | Cedric Quercioli    |